# Parmenió (arquitecte)
Parmenió (en llatí Parmenion, Παρμενίων fou un arquitecte grec al servei d'Alexandre el Gran per a la construcció de la ciutat d'Alexandria.
El rei macedoni li va donar la superintendència dels treballs d'escultura especialment al temple de Serapis, al que es va anomenar Parmenionis a partir del nom de l'arquitecte, segons diu Juli Valeri. Però Climent d'Alexandria atribueix la gran estàtua de Serapis a Briaxis.